# Тоулмен (команда Формулы-1)
Toleman — бывшая команда-конструктор Формулы-1. Команда приняла участие в 5 чемпионатах мира в период с 1981 по 1985 годы.

## История
Бизнесмен и поклонник автоспорта Тед Тоулмен увлёкся гонками в 1970-х годах. В 1977 году его команда приняла участие в Британской Формуле Форд 2000. А в 1978 году Рэд Дугалл на клиентском шасси «Марч» выступил в Британской Формуле-2. В ноябре 1980 года было объявлено о намерении выступать в Формуле-1. Команда вела переговоры с Lancia о поставках турбированных двигателей, но было принято решение в пользу турбомоторов Hart F2. В то время в Формуле-1 доминировали как раз машины оснащённые турбонаддувом, оставляя позади атмосферных собратьев.
Дебют команды состоялся на Гран-при Сан-Марино 1981 года, четвёртом этапе в календаре чемпионата мира. Но шасси TG181, спроектированное Рори Бирном оказалось слишком тяжёлым. Это не позволяло Брайану Хентону и Дереку Уорику даже классифицироваться для участия в гонке. На Гран-при Италии Хентон сумел таки классифицироваться и завершил гонку на 10 позиции. Уорик принял участие только в последней гонке сезона на Гран-при Сизарс-пэласа. 1982 год, новичок Тео Фаби начал на модернизированном TG181B. На этой машине он принял участие в двух первых Гран-при. Дерек Уорик начал сезон на шасси TG181B, сумев показать быстрый круг на Гран-при Нидерландов. В августе был готов новый болид из карбона TG183. На этой машине Уорик выступил на последних двух гонках сезона.
Сезон 1983 Toleman начали на модернизированном TG183B. Дерек Уорик продолжил выступать за команду, а Тео Фаби был заменён на Бруно Джакомелли. Бюджет команды вырос за счёт появления новых спонсоров. К производителю бытовой техники Candy присоединились Magirus и British Petroleum. На Гран-при Нидерландов Дерек Уорик принёс команде первые очки, приехав к финишу четвёртым. В сезоне 1983 Toleman набрали 10 очков и расположились на 9 строчке в кубке конструкторов.

## Дебют Айртона Сенны

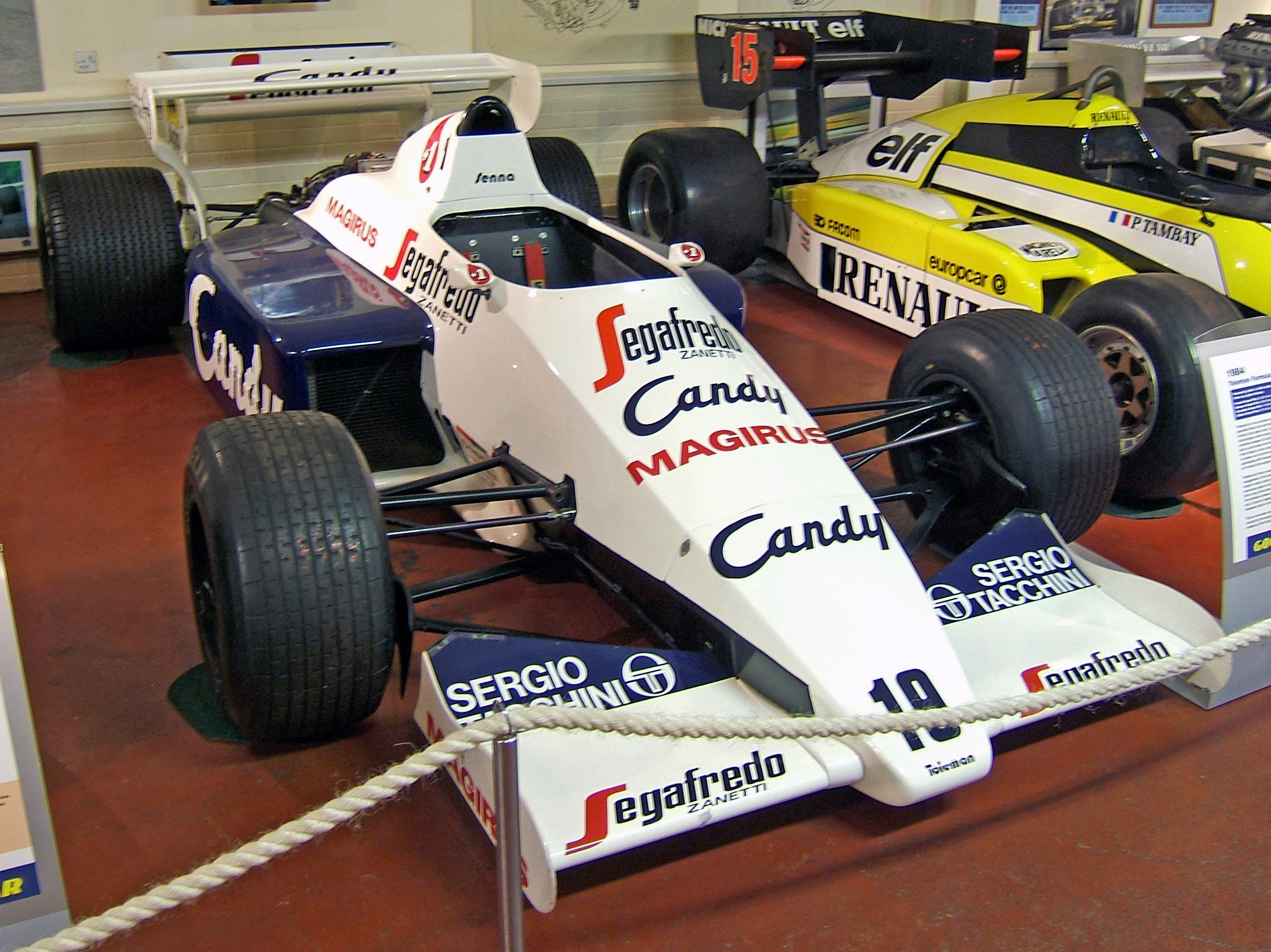
Toleman TG184 Айртона Сенны, на котором он занял 2-е место на Гран-при Монако 1984 года

В 1984 году в команде опять сменились пилоты. Джакомелли был заменён на венесуэльца Джонни Чекотто. Дерек Уорик благодаря хорошим результатам перебрался в Renault F1, а его место занял дебютант Айртон Сенна.
В дебютной гонке Сенна не сумел доехать до финиша, но на следующих двух Гран-при был шестым. В Монако под дождём бразилец финишировал вторым, пропустив вперёд только Алена Проста. Это наивысшее достижение для Toleman в гонках Формулы-1. Сенна мог и выиграть в тот день, если бы на 32 круге из 78 положенных директор Гран-при Монако Жаки Икс не остановил гонку из-за дождя.
На Гран-при Великобритании во время практики Джонни Чекотто попал в тяжёлую аварию и сломал обе ноги. Toleman приняла решение не выставлять второго гонщика и следующие три гонки Сенна выступал без напарника. Ещё до окончания сезона Сенна подписал контракт с Lotus. В ответ на это руководство команды отстранило его от участия в Гран-при Италии. В итоге вместо бразильца за руль болида сел Стефан Юханссон, а вторым пилотом стал Пьерлуиджи Мартини. Швед финишировал 4, а итальянец даже не пробился в гонку. На оставшихся двух этапах выступили Сенна и Юханссон.

## Проблемы с поставками шин
В межсезонье у команды возникла проблема с шинами. После Гран-при Сан-Марино в Toleman решили выступать на шинах Michelin. Так же команда поступила, ещё выступая в Формуле-2. Тогда они ушли от Good Year к Pirelli. Но в конце 1984 года французский производитель шин заявил о прекращении поставок резины для команд Формулы-1. Это поставило команду в сложную ситуацию. В результате Toleman пропустила первые три этапа сезона 1985 года. После достижения договорённости с Pirelli о поставках шин, команда начала сезон с одним пилотом. Стефан Юханссон ушёл в Tyrrell, а затем и в Ferrari. В итоге в команду вернулся Тео Фаби. После увеличения бюджета был приглашён Пьеркарло Гиндзани и, начиная с Гран-при Австрии команда выступала в полном составе.
Карбоновый монокок шасси TG185 был сделан на собственном заводе в Уитни.

## Смена собственника
В мае 1985 года главным спонсором команды становится производитель одежды Benetton, ранее оказывавший поддержку Tyrrell и Alfa-Romeo. Перед сезоном 1986 Toleman была полностью выкуплена итальянской компанией и переименована в Benetton Formula. В 2001 году команду приобрёл производитель автомобилей Renault, а в 2002 году переименовал в Mild Seven Renault F1 Team.

## Результаты
| Легенда к таблице |                                                                    |
| --- | ------------------------------------------------------------------ |
| В таблице перечислены результаты всех Гран-при Формулы-1, в которых принимала участие команда. Строками таблицы являются сезоны, столбцами — этапы чемпионата мира. В каждой клетке указаны сокращённое название этапа и результаты гонщиков команды, дополнительно обозначенные цветом. Расшифровка обозначений и цветов представлена в нижеследующей таблице. |                                                                    |
| \| Пример \| Описание \| \| ------------ \| ------------------------------------------------------------------ \| \| 1 \| Победитель \| \| 2 \| Второе место \| \| 3 \| Третье место \| \| 5 \| Финишировал, заработав очки \| \| Сход \| Не финишировал, но при этом заработал очки \| \| 12 \| Финишировал, не получив очков \| \| НКЛ \| Финишировал, но не попал в финальную классификацию \| \| 15 \| Участвовал вне зачёта, либо по отдельной классификации \| \| 18 \| Не финишировал, но попал в финальную классификацию \| \| Сход \| Не финишировал \| \| НКВ \| Не прошёл квалификацию \| \| НПКВ \| Не прошёл предквалификацию \| \| ДСК \| Дисквалифицирован \| \| ИСК \| Исключён из протокола соревнований \| \| ТТ \| Заявлен для участия только в тренировках \| \| НС \| Участвовал в квалификации, но не стартовал в гонке \| \| Т \| Травмирован или болен \| \| ОТК \| Отказ от участия \| \| НТР \| Прибыл на соревнования, но на трассу не выезжал \| \| НПР \| Был заявлен в числе участников, но не прибыл к началу соревнований \| \| О \| Соревнования отменены \| \| \| Не участвовал \| \| Поул-позиция \| \| \| Быстрый круг \| \| |                                                                    |
| Пример | Описание                                                           |
| 1 | Победитель                                                         |
| 2 | Второе место                                                       |
| 3 | Третье место                                                       |
| 5 | Финишировал, заработав очки                                        |
| Сход | Не финишировал, но при этом заработал очки                         |
| 12 | Финишировал, не получив очков                                      |
| НКЛ | Финишировал, но не попал в финальную классификацию                 |
| 15 | Участвовал вне зачёта, либо по отдельной классификации             |
| 18 | Не финишировал, но попал в финальную классификацию                 |
| Сход | Не финишировал                                                     |
| НКВ | Не прошёл квалификацию                                             |
| НПКВ | Не прошёл предквалификацию                                         |
| ДСК | Дисквалифицирован                                                  |
| ИСК | Исключён из протокола соревнований                                 |
| ТТ | Заявлен для участия только в тренировках                           |
| НС | Участвовал в квалификации, но не стартовал в гонке                 |
| Т | Травмирован или болен                                              |
| ОТК | Отказ от участия                                                   |
| НТР | Прибыл на соревнования, но на трассу не выезжал                    |
| НПР | Был заявлен в числе участников, но не прибыл к началу соревнований |
| О | Соревнования отменены                                              |
| | Не участвовал                                                      |
| Поул-позиция |                                                                    |
| Быстрый круг |                                                                    |

| Код | Название Гран-при       | Код | Название Гран-при          |
| --- | ----------------------- | --- | -------------------------- |
| 500 | 500 миль Индианаполиса  | МАЗ | Гран-при Малайзии          |
| 70Л | Гран-при 70-летия       | МАЙ | Гран-при Майами            |
| АБУ | Гран-при Абу-Даби       | МАР | Гран-при Марокко           |
| АВС | Гран-при Австралии      | МЕК | Гран-при Мексики           |
| АВТ | Гран-при Австрии        | МЕХ | Гран-при Мехико            |
| АЗЕ | Гран-при Азербайджана   | МОН | Гран-при Монако            |
| АЙФ | Гран-при Айфеля         | НИД | Гран-при Нидерландов       |
| АРГ | Гран-при Аргентины      | ПЕС | Гран-при Пескары           |
| БАХ | Гран-при Бахрейна       | ПОР | Гран-при Португалии        |
| БЕЛ | Гран-при Бельгии        | РОФ | Гран-при России            |
| БРА | Гран-при Бразилии       | САН | Гран-при Сан-Марино        |
| ВЕЛ | Гран-при Великобритании | САП | Гран-при Сан-Паулу         |
| ВЕН | Гран-при Венгрии        | САУ | Гран-при Саудовской Аравии |
| ГЕР | Гран-при Германии       | САХ | Гран-при Сахира            |
| ДАЛ | Гран-при Далласа        | СИН | Гран-при Сингапура         |
| ДЕТ | Гран-при Детройта       | СОЕ | Гран-при США               |
| ЕВР | Гран-при Европы         | СШЗ | Гран-при США-Запад         |
| ИНД | Гран-при Индии          | ТИХ | Гран-при Тихого океана     |
| ИСП | Гран-при Испании        | ТОС | Гран-при Тосканы           |
| ИТА | Гран-при Италии         | ТУЦ | Гран-при Турции            |
| КАН | Гран-при Канады         | ФРА | Гран-при Франции           |
| КАТ | Гран-при Катара         | ШВА | Гран-при Швейцарии         |
| КИТ | Гран-при Китая          | ШВЕ | Гран-при Швеции            |
| КОР | Гран-при Кореи          | ШТИ | Гран-при Штирии            |
| ЛАС | Гран-при Лас-Вегаса     | ЭМИ | Гран-при Эмилии-Романьи    |
| СИЗ | Гран-при Сизарс-пэласа  | ЮЖН | Гран-при ЮАР               |
| ЛЮК | Гран-при Люксембурга    | ЯПО | Гран-при Японии            |

| Сезон | Шасси               | Двигатель | Шины | Пилоты            | 1    | 2    | 3    | 4    | 5    | 6    | 7    | 8    | 9    | 10   | 11   | 12   | 13   | 14   | 15   | 16   | Очки | КК |
| 1981  | TG181               | Hart      | P    |                   | СШЗ  | БРА  | АРГ  | САН  | БЕЛ  | МОН  | ИСП  | ФРА  | ВЕЛ  | ГЕР  | АВТ  | НИД  | ИТА  | КАН  | СИЗ  |      | 0    | НК |
| 1981  | TG181               | Hart      | P    | 35. Хентон        |      |      |      | НКВ  | НКВ  | НКВ  | НКВ  | НКВ  | НКВ  | НКВ  | НКВ  | НКВ  | 10   | НКВ  | НКВ  |      | 0    | НК |
| 1981  | TG181               | Hart      | P    | 36. Уорик         |      |      |      | НКВ  | НКВ  | НКВ  | НКВ  | НКВ  | НКВ  | НКВ  | НКВ  | НКВ  | НКВ  | НКВ  | Сход |      | 0    | НК |
| 1982  | TG181B TG181C TG183 | Hart      | P    |                   | ЮАР  | БРА  | СШЗ  | САН  | БЕЛ  | МОН  | ДЕТ  | КАН  | НИД  | ВЕЛ  | ФРА  | ГЕР  | АВТ  | ШВА  | ИТА  | СИЗ  | 0    | НК |
| 1982  | TG181B TG181C TG183 | Hart      | P    | 35. Уорик         | Сход | НКВ  | НКВ  | Сход | Сход | НКВ  |      |      | Сход | Сход | 15   | 10   | Сход | Сход | Сход | Сход | 0    | НК |
| 1982  | TG181B TG181C TG183 | Hart      | P    | 36. Фаби          | НКВ  | НКВ  | НКВ  | НКЛ  | Сход | НКВ  |      |      | НКВ  | Сход | Сход | НКВ  | Сход | Сход | Сход | НКВ  | 0    | НК |
| 1983  | TG183B              | Hart      | P    |                   | БРА  | СШЗ  | ФРА  | САН  | МОН  | БЕЛ  | ДЕТ  | КАН  | ВЕЛ  | ГЕР  | АВТ  | НИД  | ИТА  | ЕВР  | ЮАР  |      | 10   | 9  |
| 1983  | TG183B              | Hart      | P    | 35. Уорик         | 8    | Сход | Сход | Сход | Сход | 7    | Сход | Сход | Сход | Сход | Сход | 4    | 6    | 5    | 4    |      | 10   | 9  |
| 1983  | TG183B              | Hart      | P    | 36. Джакомелли    | Сход | Сход | 13   | Сход | НКВ  | 8    | 9    | Сход | Сход | Сход | Сход | 13   | 7    | 6    | Сход |      | 10   | 9  |
| 1984  | TG183B TG184        | Hart      | P M  |                   | БРА  | ЮАР  | БЕЛ  | САН  | ФРА  | МОН  | КАН  | ДЕТ  | ДАЛ  | ВЕЛ  | ГЕР  | АВТ  | НИД  | ИТА  | ЕВР  | ПОР  | 16   | 7  |
| 1984  | TG183B TG184        | Hart      | P M  | 19. Сенна         | Сход | 6    | 6    | НКВ  | Сход | 2    | 7    | Сход | Сход | 3    | Сход | Сход | Сход |      | Сход | 3    | 16   | 7  |
| 1984  | TG183B TG184        | Hart      | P M  | 20. Чекотто       | Сход | Сход | Сход | НКЛ  | Сход | Сход | 9    | 9    | Сход | Сход | НКВ  |      |      |      |      |      | 16   | 7  |
| 1984  | TG183B TG184        | Hart      | P M  | 20.(19*) Юханссон |      |      |      |      |      |      |      |      |      |      |      |      |      | 4    | Сход | 11   | 16   | 7  |
| 1984  | TG183B TG184        | Hart      | P M  | 20. Мартини       |      |      |      |      |      |      |      |      |      |      |      |      |      | НКВ  |      |      | 16   | 7  |
| 1985  | TG185               | Hart      | P    |                   | БРА  | ПОР  | САН  | МОН  | КАН  | ДЕТ  | ФРА  | ВЕЛ  | ГЕР  | АВТ  | НИД  | ИТА  | БЕЛ  | ЕВР  | ЮАР  | АВС  | 0    | НК |
| 1985  | TG185               | Hart      | P    | 19. Фаби          |      |      |      | Сход | Сход | Сход | 14   | Сход | Сход | Сход | Сход | 12   | Сход | Сход | Сход | Сход | 0    | НК |
| 1985  | TG185               | Hart      | P    | 20. Гиндзани      |      |      |      |      |      |      |      |      |      | НС   | Сход | НС   | Сход | Сход | Сход | Сход | 0    | НК |

* Участвовал в гонке на болиде Айртона Сенны. В оставшихся двух гонках ехал на болиде № 20 вместо Джонни Чекотто.